# Tsjechische strip
De Tsjechische strip (Tsjechisch: Komiks) is het geheel van beeldverhalen gemaakt door Tsjechische auteurs en beeldverhalen bestemd voor Tsjechische markt. Door allerlei externe factoren is de Tsjechische strip verschillende keren gestopt in zijn ontwikkeling. Toch bestaan er enkele iconische Tsjechische stripfiguren zoals Ferda de mier, De snelle pijlen en Klavertjevier.  

## Vooroorlogse strips
Karel Ladislav Thuma (1853-1915) wordt de eerste Tsjechische striptekenaar genoemd. Het tijdschrift De kleiner lezer (Malý čtenář) publiceerde vanaf 1887 beeldverhalen, weliswaar nog zonder tekstballonnen. De bekendste vroege stripmaker in het toenmalige Tsjecho-slowakije was Josef Lada (1887-1957), die internationaal bekend was voor zijn illustraties bij het boek De lotgevallen van de brave soldaat Švejk van Jaroslav Hašek. Lada tekende vanaf de jaren 1920 getekende verhalen, met een tekst onder de tekeningen. Zijn stijl was niet beïnvloed door buitenlandse striptekenaars en hij wordt gezien als de grondlegger van de Tsjechische strip. Meest bekend is zijn strip De malle toeren van Frantík Vovísek en Bobeš de geit (Šprýmovné kousky Frantíka Vovíska a kozla Bobeše) die verscheen vanaf 1922. Pas laat ging Lada over tot het tekenen van volwaardige strips met tekstballonnen.
De eerste belangrijke stripfiguur in Tsjecho-slowakije was Ferda de mier (Ferda Mravenec) van Ondřej Sekora (1899-1967). Deze vriendelijke mier met een gestippeld  rood sjaaltje verscheen voor het eerst in een kinderbijlage van een krant in 1933 en was schatplichtig aan de figuren van Walt Disney. Punt'a, een strip over een schattig hondje, werd getekend door René Klapač (1905-?) en later ook door Hermína Týrlová (1900-1993). Deze strip kreeg in 1935 een eigen tijdschrift. Een ander belangrijk tijdschrift met strips was het progressieve De jonge boodschapper (Mladý hlasatel) dat voor het eerst verscheen in 1935. En een andere belangrijke strip verscheen voor het eerst in 1938: De snelle pijlen (Rychlé šípy) van tekenaar Jan Fischer (1907-1960) en scenarist Jaroslav Foglar (1907-1999). Het ging om een realistisch getekende avonturenstrip over een groep van vijf jongens. Striptijdschriften hadden wel moeite om door te breken. Strips verschenen voornamelijk als bijlagen in kranten en tijdschriften. De strip werd gezien als kinderlectuur.

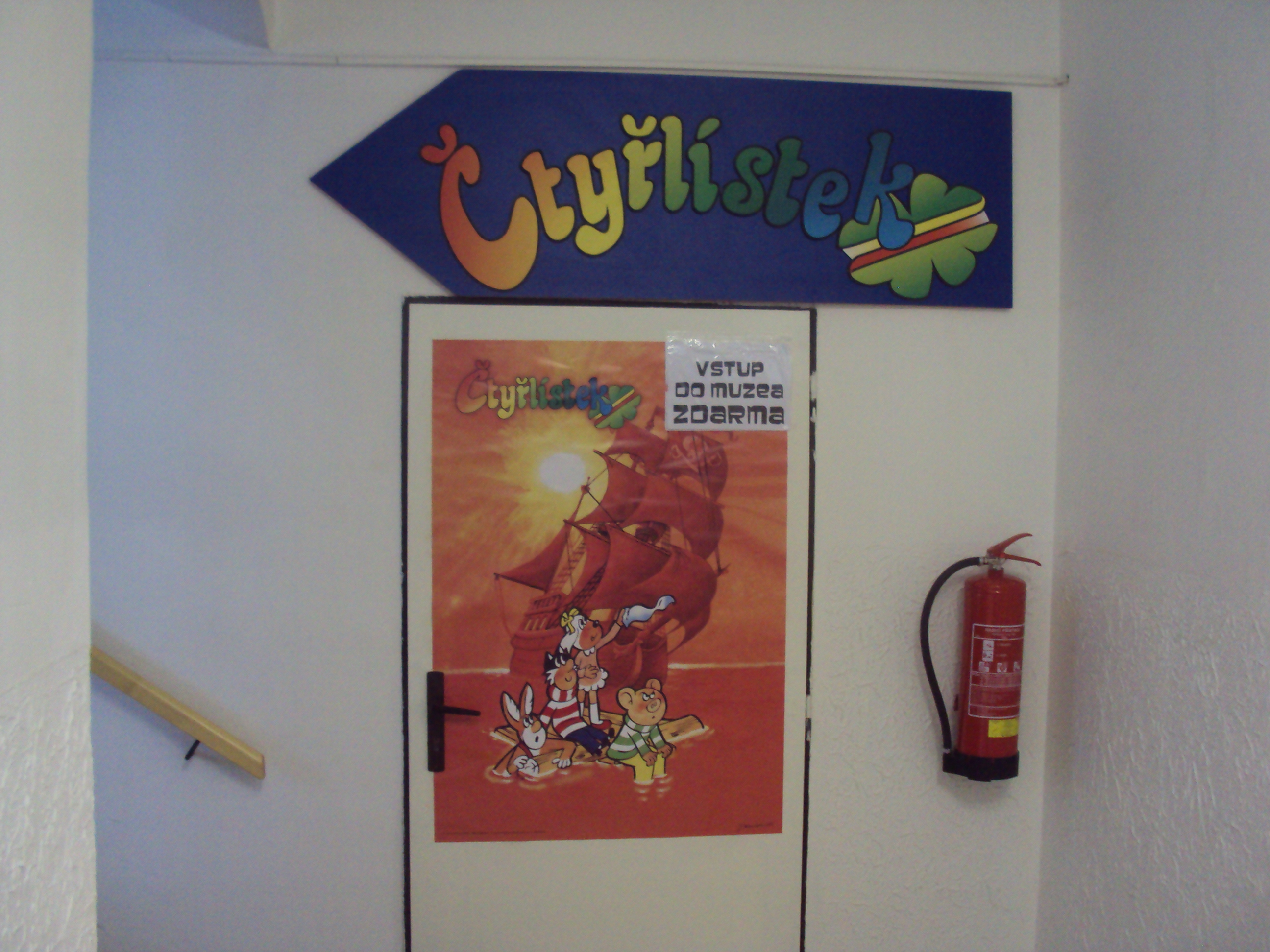
Tentoonstelling in het Museum Čtyřlístek, opgericht in 2011

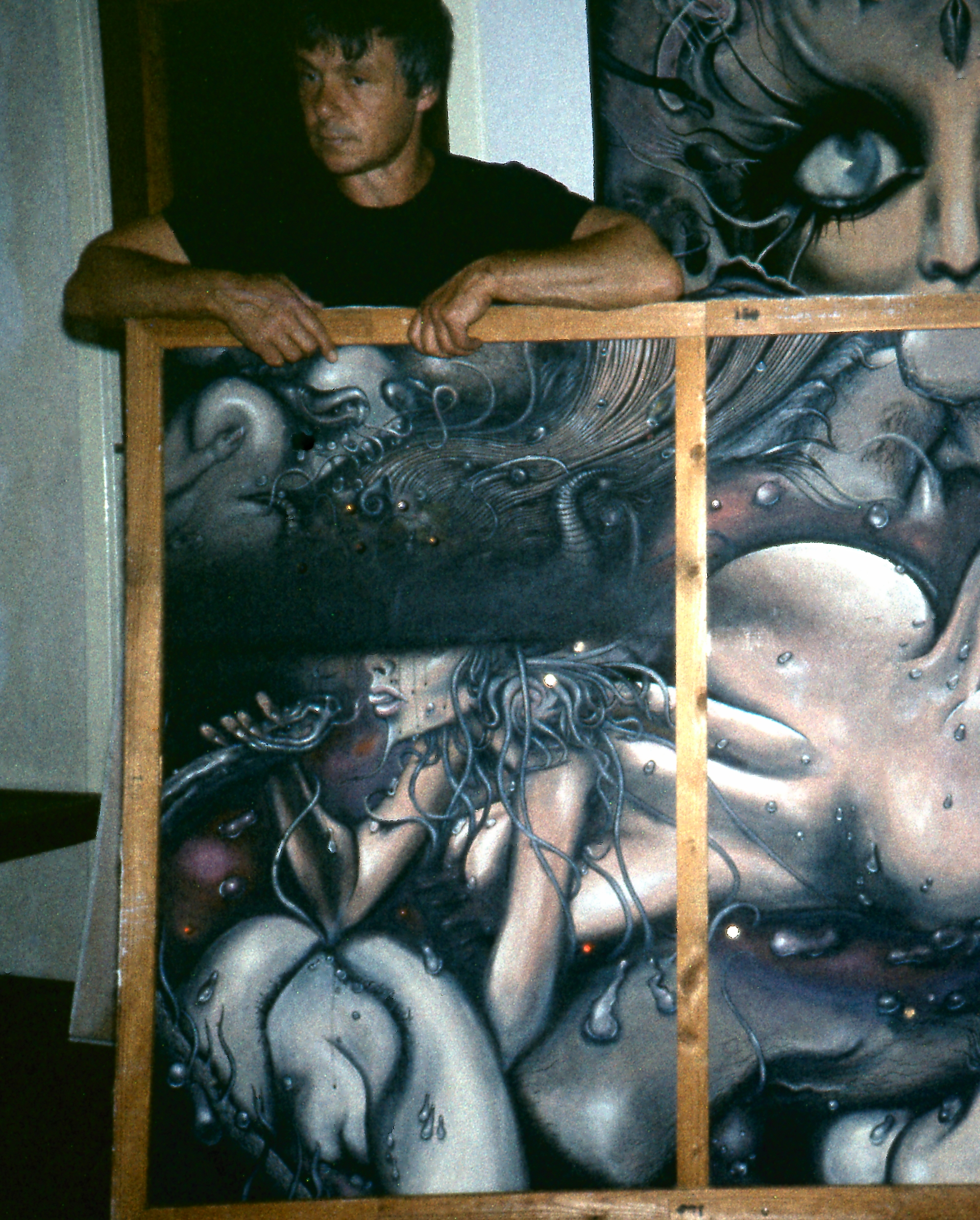
Kája Saudek in zijn atelier in de jaren 1980

## Communisme en censuur
Door de Duitse bezetting viel de culturele activiteit en de stripproductie volledig stil en kreeg geen tijd om zich te herstellen voor de communistische machtsovername in 1948. De nieuwe machthebbers stonden wantrouwig tegenover strips, die ze zagen als een westers, kapitalistisch product. De benaming Komiks werd gezien als te westers en was taboe. Zelfs kinderstrips werden onderworpen aan censuur en een tijdlang werden enkel beeldverhalen zonder tekstballonnen maar met onderschriften toegelaten. De snelle pijlen werden al snel verboden en Ferda de mier kon enkel overleven door communistische thema's over te nemen. Pas tegen het eind van de jaren 1950 verschenen er weer volop strips in tijdschriften voor de communistische jeugd. Auteurs uit die periode waren Karel Franta, Jiří Kalousek, Jan Brychta en Adolf Born.
Vanaf het midden jaren 1960 kwam men in Tsjecho-slowakije sporadisch in contact met buitenlandse stripmagazines. Kája Saudek (1935) trad naar voren als een jonge stripmaker met een eigen, originele stijl. Beïnvloed door Amerikaanse comics tekende hij strips met overdreven perspectieven en gedetailleerde tekeningen met grapjes in de achtergrond. Zijn strips voor (jong)volwassenen hadden erg te lijden onder censuur en zijn lange strip Muriel, op scenario van Miloš Macourek (1929) en geïnspireerd op Barbarella, kreeg publicatieverbod. Ook de strip Octobriana met een vrouwelijke heldin, op scenario van Petr Sadecky (1943-1991) en getekend door Bohumil Konecny (1918-1990) verscheen enkel in het buitenland en niet in eigen land.
Eind van de jaren 60 ontstonden de eerste stripmagazines. Een eerste tijdschrift met nieuwe avonturen van De snelle pijlen, nu getekend door Marko Cermak (1940), werd al snel verboden. In 1968 verscheen Klavertjevier (Čtyřlístek) van Jaroslav Němeček (1944). Titelpersonages waren de geleerde kat Myšpulín, het sportieve varken  Bobík, de bange haas Pinda en de zorgzame hond Fifinka, geïnspireerd op de figuren van Disney of van Rolf Kauka. Ook De snelle pijlen en andere strips vonden onderdak in dit stripblad dat tot het einde van het communistische tijdperk regelmatig bleef verschijnen. Er bleven ook strips verschijnen in de gewone bladen voor de jeugd (ABC, Ohnicek) gemaakt door stripauteurs als Milos Novak, František Kobík en Milan Ressel. Van scenarist Ivo Pechar (1938) en tekenaar Theodor Pistek (1932) verschenen Nephila de spin (Pavouk Nephila) en Professor Dugan (Profesor Dugan).
Halfweg de jaren 1970 ontstond er een underground stripscène tussen studenten in Praag. Kája Saudek, die er niet in geslaagd was volwassen strips te publiceren met goedkeuring van het regime sloot zich bij deze stripmakers aan. Belangrijke namen waren Jan Patrik Krásny, Libor Pav en Vladimir Tucapsky (1958). Het ging echter om uitgaven in erg kleine oplages.

## Vrijheid
Vanaf 1985 verslapte de censuur en kwam er meer vrijheid voor de stripmakers. ABC Special ontstond als eerste, volwaardig stripweekblad. En er werd een stripwedstrijd Bemik georganiseerd, die vele jonge auteurs een podium bood. Na de Fluwelen Revolutie van 1989 kwam er een explosie aan strips. Het werk van Saudek werd nu wijd verspreid en er ontstonden verschillende stripmagazines zoals Kometa, Arena en Stopa. Er kwam zelfs een verfilming van De snelle pijlen. Tekenaars als Miroslav Schoenberg, Vladimir Hanus, Lubomír Hlavsa, Bohumil Fencl en Jana Komarkova braken door en werden de Generatie 89 genoemd.
Maar deze bloei was van korte duur. De Tsjechische markt bleek te klein en de verschillende tijdschriften gingen failliet. Enkel Klavertjevier bleef over. De politieke satire bloeide wel en een voorbeeld hiervan is De groene Raoul (Zelený Raoul), een serie getekend door Štepan Mareš waarin de gebeurtenissen uit het politieke en maatschappelijke leven in Tsjechië door een marsmannetje worden geobserveerd. De Tsjechische markt was nu ook open voor westerse strips en een nieuw stripblad als Crew (1997) publiceerde voornamelijk Amerikaanse comics en bood maar sporadisch een podium aan plaatselijk talent. Vanaf 2000 kwam daar het stripblad Aargh! bij dat wel volop plaatselijk talent een podium bood. Er verschenen enkele succesvolle strips voor volwassenen van auteurs van de zogeheten Generatie 0. Štepán Kopřiva en Jiří Grus maakte het bloederige sf-verhaal Het binnenste verzwaard met glycerine (Nitro těžkne glycerinem) (2006). Jiři Grus tekende ook Voleman over een eigentijdse, fantastische held uit de Praagse wijk Holešovice en Karel Jerie tekende Oidipus Rex (2007). Vooral na 2010 kan men spreken van een bloei van de Tsjechische strip. Er verschenen steeds meer titels. In 2018 bijvoorbeeld werden er meer dan 500 nieuwe striptitels op de Tsjechische markt gebracht, zowel oorspronkelijk werk als vertaalde strips. Naast de West-Europese strips en Amerikaanse comics, die al eerder bekend waren, kreeg ook de Japanse manga aandacht. 

## Culturele erkenning
Strips werden na 2000 wel erkend als een zelfstandige kunstvorm en het land maakte kennis met stripfestivals als Comiczon, Komiks Fest, Crewcon, Koma en Frame, stripprijzen (de prijzen Muriel uitgereikt vanaf 2007) en met striptentoonstellingen. In 2006 heeft een groep stripexperts de vereniging Sequence opgericht met als doel het bevorderen van strips als een modern medium. Ook verschenen er heruitgaven aan van oudere, verzamelde stripverhalen die vroeger nooit als een apart boek of stripalbum zijn verschenen. Er verschenen studies en naslagwerken over strips. Ook kwamen er opleidingen tot stripauteur.  